# Pitymys
Pitymys — підрід полівок роду Microtus. Види цього підроду:
- Microtus guatemalensis
- Microtus oaxacensis
- Microtus pinetorum
- Microtus quasiater

Полівки цього підроду часто виявляють більше пристосувань до підземного способу життя.